# فرودگاه شهری سیمران
فرودگاه شهری سیمران (به انگلیسی: Cimarron Municipal Airport) یک فرودگاه همگانی بهره‌برداری هوایی است که یک باند فرود آسفالت دارد و طول باند آن ۸۵۳ متر است. این فرودگاه در کشور ایالات متحده آمریکا قرار دارد و در ارتفاع ۸۳۹ متری از سطح دریا واقع شده‌است.